# Jaborosa runcinata
Jaborosa runcinata es una especie de planta de la familia Solanaceae endémica de Argentina y Uruguay.

## Descripción
Es una planta herbácea de raíces superficiales. Las hojas son simples, glabras y erectas. Las flores son hermafroditas, solitarias y axilares. El fruto es un baya globosa de color amarillento, de olor desagradable. Florece entre septiembre y noviembre.

## Distribución
Se la encuentra en zonas húmedas de entre 0 y 500 metros sobre el nivel del mar, de las provincias de Buenos Aires, Corrientes, Santa Fe y Entre Ríos en Argentina y en los departamentos de Florida, Maldonado, Montevideo y San José, Uruguay.